# Dai-ichi Seimei Hoken

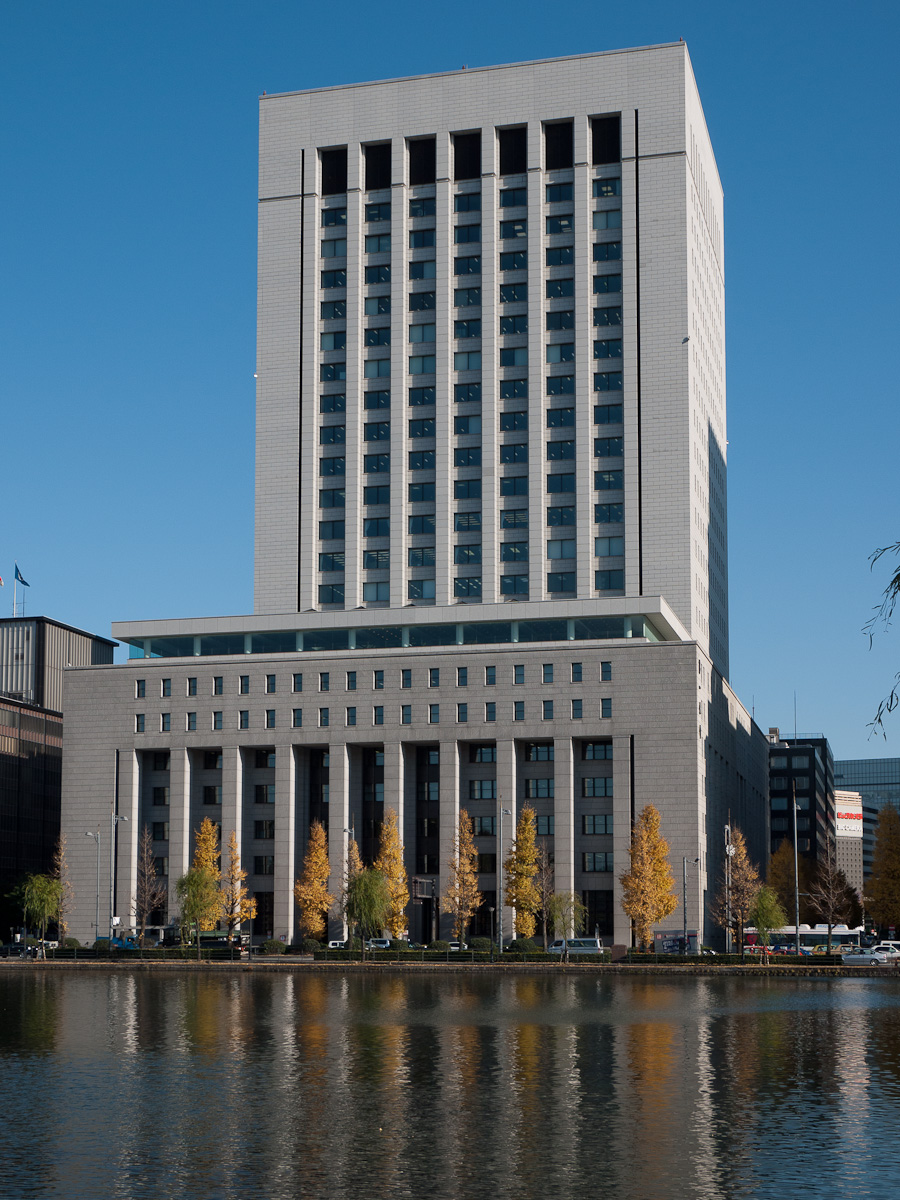
DN Tower (von Dai-ichi Seimei Hoken und Nōrin Chūō Kinko), Hauptsitz des Unternehmens, überschaut den Kaiserpalast.

Dai-ichi Seimei Hoken Kabushiki-gaisha (japanisch 第一生命保険株式会社, dt. „Lebensversicherung Nummer 1“, engl. The Dai-ichi Mutual Life Insurance Co., Ltd. oder kurz Dai-ichi Life) ist ein japanisches Unternehmen mit Firmensitz in Tokio.
Das Unternehmen ist als Versicherungsunternehmen auf Lebensversicherungen konzentriert, bietet aber auch andere Versicherungsarten an. Dai-ichi Seimei Hoken ist das drittgrößte Versicherungsunternehmen in Japan, nach Kampo Seimei Hoken und Nihon Seimei Hoken. Gegründet wurde das Unternehmen als erste Versicherungsgesellschaft in Japan am 15. September 1902 von dem Mediziner Yano Tsuneta (1866–1951), der 1938 den Unternehmer Ishizaka Taizō als Nachfolger einsetzte. 1993 wurde das Hauptgebäude des Unternehmens, der DN Tower, fertiggestellt. 2002 wurde das 100-jährige Bestehen des Unternehmens gefeiert.
Zu Beginn des Geschäftsjahres 2010 (1. April) vollzog Daiichi Seimei einen Wechsel der Rechtsform von einer Sōgo-gaisha, einer „Gesellschaft auf Gegenseitigkeit“, bei der die Versicherten bestimmte Eigentümerrechte ausüben, in eine gewöhnliche Aktiengesellschaft, die seitdem im ersten Segment der Tokioter Börse gehandelt wird und 2011 in den Nikkei-225-Aktienindex aufgenommen wurde.

## Aktionärsstruktur
Die größten Anteilseigner mit Stand 31. März 2025:
| Name Anteilseigner                          | Anzahl Aktien | Anteil in % |
| ------------------------------------------- | ------------- | ----------- |
| The Master Trust - Bank of Japan            | 141,552,700   | 15.31       |
| Custody Bank of Japan, Ltd. (Trust Account) | 50,022,350    | 5.41        |
| SMP PARTNERS (CAYMAN) LIMITED               | 24,500,000    | 2.65        |
| STATE STREET BANK                           | 18,681,552    | 2.02        |
| STATE STREET BANK                           | 18,339,545    | 1.98        |
| Shinsei Trust & Banking Co                  | 17,450,000    | 1.88        |
| CGML PB                                     | 16,167,100    | 1.74        |
| Norges Bank                                 | 14,340,050    | 1.55        |
| Mizuho Bank, Ltd.                           | 14,000,000    | 1.51        |
| J.P. MORGAN SECURITIES PLC                  | 12,750,000    | 1.37        |